# والتر دافي كوان
والتر دافي كوان هو طبيب أسنان وسياسي كندي، ولد في 31 ديسمبر 1865، وتوفي في 28 سبتمبر 1934. انتخب عضو مجلس العموم الكندي.